# Астерикс Гладиатор
Астерикс Гладиатор (на френски: Astérix gladiateur) е четвъртият комикс албум от поредицата Астерикс, по сценарий на Рене Госини и илюстрации от Албер Юдерзо. Първоначално комиксът е публикуван на части от 22 март 1962 г. до 10 януари 1963 г. във френското списание „Пильот“ (от брой 126 до брой 168), като през 1964 г. е издаден в еднотомно издание.

## Сюжет
Историята се фокусира върху Астерикс и Обеликс, които се отправят към Рим, за да спасят барда от селото си, Всебезрикс, като им се налага да се включат в гладиаторските игри, за да спасят живота му.

## Герои
- Астерикс – галски воин
- Обеликс – галски разносвач на менхир и воин
- Панорамикс – галски друид
- Найдобрикс – вожд на галското село
- Всебезрикс – галски бард
- Ковачникс – галски ковач

## Адаптация
През 1985 г. Дарго продуцира оригинален анимационен филм за поредицата за Астерикс, озаглавен Астерикс срещу Цезар. Филмът заимства няколко ключови елемента от Астерикс Гладиатор, комбинирайки ги с няколко сюжетни елемента, взети от Астерикс Легионер.

## В България
За първи път томът е издаден от Егмонт България през 1994 г. През 2016 г. е издаден от Артлайн Студиос, като се спазва хронологията на публикуване. Преводът е на Венелин Пройков.